# علي بن أحمد زعلة
علي بن أحمد زعلة كاتب وقاص سعودي، ولد في قرية الخضراء في جازان عام 1976م. اهتم بأدب القصة، وحصل على عدد من الجوائز فيها، وصدر له عدد من المؤلفات منها مجموعة قصصية بعنوان «نشرة لتضاريس الرخام».

## تعليمه وعمله
- حاصل على الشهادة الجامعية في تخصص اللغة العربية من جامعة الإمام محمد بن سعود الإسلامية عام 1418هـ.
- حصل على الماجستير في الأدب والنقد من جامعة الإمام محمد بن سعود الإسلامية عام 2017م.[2]
- حصل على الدكتوراه في الأدب من جامعة الإمام محمد بن سعود الإسلامية عام 2021.[3]
- عمل معلمًا للغة العربية في المعهد العلمي بضمد في منطقة جازان.[4]
- عمل رئيساً لفرع جمعية الثقافة والفنون في جازان.[5]

## اهتماماته
- العضوية مجلس إدارة نادي جازان الأدبي منذ عام 1432هـ.
- المشاركة في أمسيات أدبية متعددة داخل منطقة جازان وخارجها.
- نشر كتاباته الأدبية والإبداعية في الصحف والمجلات السعودية.[6]

## الجوائز التي حصل عليها
- حصل على جائزة صحيفة الرياض للقصة القصيرة.
- حصل على المركز الأول في مسابقات القصة القصيرة في الأندية الأدبية السعودية، ونال على ذلك جوائز عدة، من النوادي الأدبية الآتية:

1. نادي الطائف الأدبي.
2. نادي الباحة الأدبي.
3. نادي المنطقة الشرقية الأدبي.
4. نادي أبها الأدبي.

- حصل على جائزة نادي تبوك الأدبي في قصص الأطفال، حيث فازت مجموعته لقصص الأطفال (سر النخلة).
- فازت مجموعته القصصية (تضاريس الرخام) في عام 1425هـ بجائزة أبها الثقافية (فرع القصة) كأفضل مجموعة قصصية، وقام نادي أبها الأدبي بإصدارها في العام ذاته.[6]

## إصدارات
| الإصدار                                | سنة النشر |                           |
| -------------------------------------- | --------- | ------------------------- |
| تضاريس الرخام                          | 2000      | مجموعة قصصية.             |
| الخطاب السردي في روايات عبدالله الجفري | 2015      | وهي أطروحته في الماجستير. |
| أحلام يناير خيبات ديسمبر               | 2015      | مقالات.                   |
| الآخر في الرواية السعودية              | 2022      | وهي أطروحته في الدكتوراه. |

## وصلات خارجية
- علي بن أحمد زعلة